# Всесвітній день туризму

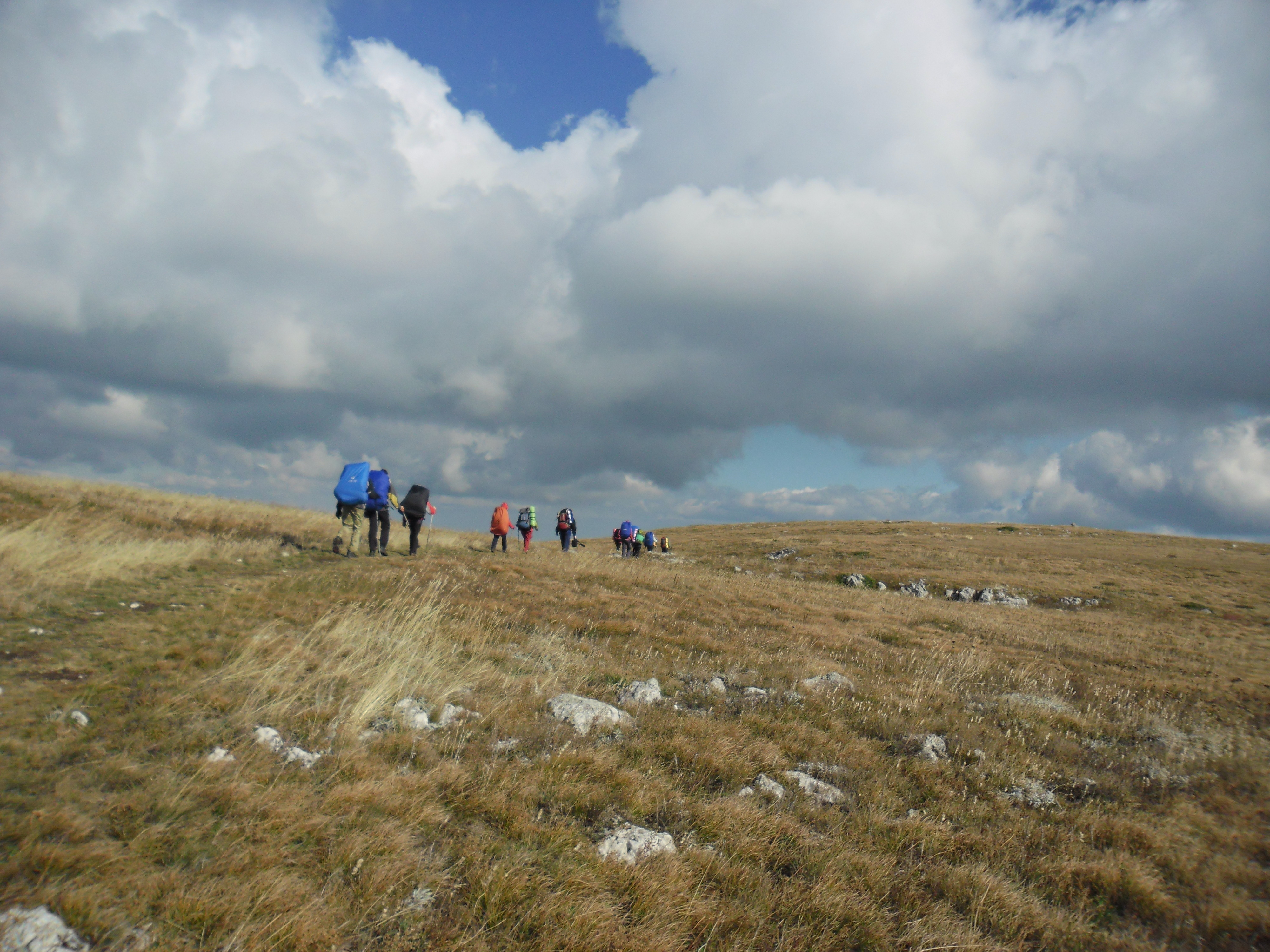
Туристи. Плато Чатир-Даг, Кримські гори. Україна-Крим-2011 р.

Всесві́тній де́нь тури́зму — свято, що відзначається щорічно 27 вересня з метою популяризації туризму, висвітлення його внеску в економіку світової спільноти, розвитку зв'язків між народами різних країн.

## Історія
Свято встановлено Генеральною асамблеєю Всесвітньої туристської організації в 1979 році в місті Торремолінос, Іспанія.
У жовтні 1997 року Україна стала дійсним членом Всесвітньої туристської організації — головної міжнародної міжурядової організації у сфері подорожей і туризму, що є виконавчим органом ООН та займається активізацією та розвитком туризму, розробкою та впровадженням світової туристичної політики.
У вересні 1999 року на XIII сесії Генеральної асамблеї Всесвітньої туристської організації, що проходила у м. Сантьяго (Чилі), Україну було обрано до Виконавчої ради організації.

## Тематика
З 1980 року Всесвітній день туризму присвячений певній тематиці, а з 1998 року свято символічно приймає певна країна:
- 1980 — Внесок туризму у збереження культурної спадщини, загальний мир і взаєморозуміння
- 1981 — Туризм і якість життя
- 1982 — Найкраще в подорожі: хороші гості і хороші господарі
- 1983 — Подорожі та канікули — не тільки загальне право, але і відповідальність
- 1984 — Туризм заради міжнародного розуміння, миру і співробітництва
- 1985 — Молодіжний туризм: культурна та історична спадщина заради миру і дружби
- 1986 — Туризм — життєва сила для миру в усьому світі
- 1987 — Туризм заради розвитку
- 1988 — Туризм: освіта для всіх
- 1989 — Вільне переміщення туристів створює новий світ
- 1990 — Туризм — невизнана індустрія, сервіс, який потрібно реалізувати («Гаазька Декларація Туризму»)
- 1991 — Зв'язок, інформація та освіта: що визначають напрямки розвитку туризму
- 1992 — Туризм: фактор росту соціальної та економічної солідарності і знайомства між людьми
- 1993 — Розвиток туризму і захист довкілля: назустріч тривалої гармонії
- 1994 — Висококласний персонал, якісний туризм
- 1995 — СОТ: на службі світового туризму 20 років
- 1996 — Туризм — фактор толерантності та миру
- 1997 — Туризм: провідний напрям двадцять першого століття по створенню робочих місць і захисту довкілля
- 1998 — Партнерство державного та приватного секторів: ключ до розвитку і просуванню туризму
- 1999 — Туризм: збереження світової спадщини для нового тисячоліття
- 2000 — Технологія і природа: два важкі завдання для туризму на початку XXI століття
- 2001 — Туризм: заклик до миру і діалогу між цивілізаціями
- 2002 — Екотуризм — ключ до сталого розвитку
- 2003 — Туризм — потужний фактор боротьби з бідністю, створення робочих місць і забезпечення соціальної гармонії
- 2004 — Спорт і туризм: дві життєдайні сили для взаємного розуміння, культури і розвитку суспільств
- 2005 — Подорожі та транспорт: від уяви Жуля Верна до реальності XXI століття
- 2006 — Туризм збагачує
- 2009 — Туризм — тріумф різноманітності
- 2010 — Туризм збагачує
- 2011 — Туризм об'єднує культури
- 2012 — Туризм і стійка енергетика
- 2013 — Туризм і водні ресурси: захист нашого спільного майбутнього
- 2014 — Туризм і розвиток громад
- 2015 — Мільярд туристів, мільярд можливостей
- 2016 — Доступний туризм
- 2017 — Стійкий туризм - інструмент для розвитку
- 2018 — Туризм і цифрова трансформація
- 2019 — Туризм і робочі місця: краще майбутнє для всіх
- 2020  —  Туризм і розвиток сільських районів
- 2021  —  Туризм для інклюзивного зростання
- 2022  —  Переосмислення туризму
- 2023 — Туризм і зелені інвестиції[1]